# Варненски кръстоносен поход
Варненският кръстоносен поход (1 януари 1443 – 10 ноември 1444) е последният кръстоносен поход, който кулминира в Битката при Варна на 10 ноември 1444 г.

## Хронология
На 1 януари 1443 г. папа Евгений IV издава кръстоносна була. В началото на май е докладвано, че „турците са в лошо състояние и би било лесно да бъдат изгонени от Европа“. Обявена е война срещу султан Мурад II в диета на Буда на Цветница 1443 г. и с армия от 40 000 мъже, повечето унгарци, младият полско-унгарски монарх Владислав III, с главнокомандващ Янош Хуняди.

## Първи поход
Кръстоносците потеглят в средата на октомври към Одрин. Те се надяват, че Мурад няма да може бързо да мобилизира армията си, която се състои главно от спахии, които трябва да съберат реколтата, за да платят данъци. Опитът на Хуняди в зимните походи през 1441 – 1442 е едно от предимствата за кръстоносците. Те имат също по-добри доспехи, които често правят турските оръжия безполезни. Мурад не може да разчита на предаността на войските си от Румелия и има трудности да се противопостави на унгарската тактика.

### Битка при Ниш
Армията прекосява Дунава и превзема Ниш. Така кръстоносците принуждават Касим паша от Румелия и неговия съкомандир Турахан бей да избягат в София. Двамата опожаряват всичките села по техния път в опит да изтощят кръстоносците в тактика на опожарената земя. Когато пристигат в София, те решават да опожарят града и да отстъпят през планинските проходи, където по-малобройната турска армия няма да е в толкова трудно положение.

### Битки при Златица и Куновица
Скоро след това пада сняг, става много студено и следващата битка се води в снега при Златица на 12 декември 1443 г. Кръстоносците са победени и отстъпват. При завръщането им към дома те нападат от засада и побеждават преследващата ги османска войска в битката при Куновица, където Махмуд бей, зет на султана и брат на великия везир Чандарли Халил паша, е пленен. Мурад междувременно се връща гневен и отчаян от ненадеждността на войските си и хвърля Турахан бей в затвора, обвинявайки го за неуспехите на армията си и за пленяването на Махмуд бей. Четири дни след битката при Куновица кръстоносците достигат Прокупле. Георги Бранкович предлага на Владислав и Хуняди да презимуват в сръбски крепости и да продължат похода си срещу турците през пролетта на 1444 г. Те отхвърлят предложението му и се оттеглят. През януари 1444 г. достигат Белград, а през февруари пристигат в Буда, където са посрещнати като герои.

### Предложение за мир
Мурад имал голямо желание да сключи мир. Сестра му го моли да получи освобождаването на мъжа ѝ Махмуд, а жена му Мара Бранкович, дъщеря на Георги Бранкович, добавя към натиска. На 6 март 1444 г. Мара изпраща пратеник при Бранкович и техният разговор започва с преговори за мир с Османската империя.
Между юни и август 1444 г. се състоят преговори за мирен договор, първо в Адрианопол, след това в Сегед, където договорът е сключен на 15 август. Но кръстоносците не са напълно заинтересовани от мирен договор, особено с убеждаването от Чезарини за продължаване на похода. Кардиналът намира решение, което позволява и ратификацията на договора и продължаване на похода.

## Поход към Варна
Въпреки добрите условия на Одринския мирен договор, Владислав III е подтикнат да поднови военната кампания от кардинал Джулиано Чезарини, писмата на обединения християнски флот и на византийския император Йоан VIII Палеолог. Владислав III получава подкрепата на Янош Хуняди, след като му обещава да стане крал на България в края на кампанията. Джулиано Чезарини освобождава християните от дадената им клетва за мир, което е актът, с който се благославя новото военно начинание.
Сведенията за броя и народностния състав на сборната армия са противоречиви, като според съвременника на похода Ян Длугош новата армия на Владислав III не е толкова силна и многобройна, както при Дългия поход. В тази втора фаза на кампанията се включват унгарци и рутени, no твърде малко поляци поради избухналата гражданска война между кралския брат и велик княз на Литва Казимир и мазовците. Въпреки това около 20 септември 1444 Владислав III се придвижва от Сегед и то в нарушение на Одринския договор. Следвайки Дунав, кръстоносната армия пресича реката при Оршова и достига Видин, където войската се задържа няколко дни, към нея се присъединяват много местни българи, но липсват сведения крепостта да е завладяна от кръстоносците. Насочвайки се към османската столица Адрианопол и Галиполи, Владислав III очаква да се срещне със съюзния венециански и генуезки флот, които дотук успешно предотвратяват преминаването на османски войски от Азия. Междувременно вниманието на Мурад е отклонено далеч на изток поради заплахата от караманидите. При тези обстоятелства кръстоносците решават да не пресичат напряко през планините в начлато на зимата, тъй като според Длугош разполагат само с 5000 коня и около 2000 каруци на обоза и вагенбурга, натоварени с провизии и разнообразна екипировка. Затова се решава да се следва равнината по десния бряг на Дунав до Черно море, което да улесни логистиката и снабдяването на кръстоносците. Според Хрониката на Длугош през този етап кръстоносците плячкосват и разрушават селища и светилища на местното население.
На 16 октомври 1444 г. при Никопол кръстоносната армия получава подкрепление от 4000 души на влашкиия войвода Влад II Дракул. Последният е разочарован от размера на кръстоносната армия, като дори съветва Владислав III да изостави експедицията и да се завърне в Унгария. Вероятно в устието на Янтра са заловени и опожарени 28 османски транспортни кораба, вероятно подготвени са десант. Изворите не са единодушни за следвашите стъпки на кампанията, като са налице данни за кръстоносно присъствие в района на днешните градове Горна Оряховица, Велико Търново, Търговище и Разград.
Известно е, че Владислав III, кардинал Чезарини и Янош Хуняди пристигат под стените на Овеч. Там вероятно ги достигаа известието на кардинала на Венеция Кондолмиери, командващ флота на Папския престол, според което 40 000 османци са пресекли проливите безпрепятствено. Това поражда съмнение в лоялността на венецианците и генуезците и в успеха на цялата кампания. Кръстоносците нападат крепостта и я унищожават до основи. Стиховете на участника в похода Михаел Бехайм разказват за жестоките, но успешни сражения при Шуменската крепост и при Петричката крепост.
Армията продължава своето настъпление, докато не стига Варна и Галата, като и двете крепости са вече изоставени от своите гарнизони. На 10 ноември 1444 г. в битката при Варна, кръстоносната армия на Владислав III Ягело и Янош Хуниади претърпява поражение от обединените румелийски и анадолски сили на Мурад II. Независимо от гибелта на крал Владислав, Хуниади е решен веднага да продължи войната.

## Продължение и край на похода

### Бургундска експедиция
След вестта за разгрома на Варненския кръстоносен поход през 1445 г. се провежда кампания на папско-бургундския флот, воден от Валериан дьо Ваврен (френски:Waleran de Wavrin) и кардинала на Венеция-Франческо Кондолмиери (италиански:Francesco Condulmer), влашкия войвода Влад II Дракул и унгарския военачалник Янош Хуняди. Кампанията започва още през 1444 г., когато херцогът на Бургундия Филип Добрия изпраща своя шамбелан Валериан дьо Ваврен начело на флотилия, която да подпомогне Варненския поход и да блокира Проливите. Четирите бургундски галери под неговата команда в ранното лято се отравят към Леванта, следвайки папския и венециански флот, ръководени от кардинал Франческо Кондолмиери. Те не успяват да попречат на османската армия да се прехвърли през Дарданелите в Европа, след което тя се насочва към Варна.
Бургундският флот достига Константинопол и през пролетта на 1445 г. Валериан дьо Ваврен отплава с 8 бургундски кораба към делтата на р. Дунав по настояване на някои унгарски благородници, освободени от османски плен, които все още вярват, че кралят им Владислав III Ягело е жив и се намира в някоя от черноморските или дунавските крепости. Следвайки крайбрежието, бургундският флот достига до Пангалия (днешна Мангалия), като по пътя си ограбва турски търговски кораби. От Пангалия кръстоносците продължават на север и влизат в делтата на р. Дунав. С пристигането си в пристанището на Килия (Ликостомо) мисията на бургундците се променя. Ваврен изпраща пратеници в Унгария и Влашко и приканва Янош Хуниади и Влад II Дракул за съвместни антиосмански действия. По съвет на Хуниади, През юли 1445 г. Дракула отива в Искача и се среща лично с Ваврен. Според плана на коалицията, бургундският флот трябва да навлезе през делтата на река Дунав, влашкият войвода Влад II Дракул да участва с един корпус от 5000 – 6000 хиляди души, а Янош Хуняди да се присъедини към тях под стените на Никопол през месец септември. Император Йоан VIII Палеолог също се включва в коалицията, като предава на кръстоносците един претендент за османския престол на име Савджъ, който да използват срещу Мурад II.

#### Силистра
Военните действия започват през месец август 1445 г., когато бургундската флотилия от Браила се насочва към Силистра и я атакува безуспешно. В силната османска крепост е разположен гарнизон от 25 – 30 000 души. Двамата адмирали – предоставят една галера на Савджъ с която да се приближи до крепостта и да убеди гарнизона в легитимните си права към османския престол, но получава само оръдейни изстрели. След оръдейна канонада от двете страни, кръстоносците се отказват да атакуват и се оттеглят. Това остава първия и последен опит да бъде ползван и Ваврен и кардинал Кондолмиери продължават към Тутракан.

#### Обсада на Тутракан
След като не се решили да нападнат Силистра, галерите на Валериан дьо Ваврен отплават по река Дунав. Следващата крепост по пътя на кръстоносците е Тутракан, където към тях се присъединяват с лодки 500 власи, предвождани от Мирчо II, син на Влад II Дракул. Н а 28 август власите и бургундците атакуват Тутракан, като от корабите обстрелват крепостта с арбалети, кулеврини и топове. Поради ожесточеаната съпротива на гарнизона от 150 османци, които се затворили в главната кула, кръстоносците натрупали дърва под кулата и я запалили. Силният огън принудил османците да излязат и да се предадат. Пръв се показал субашията, т. е. началникът на крепостта, който бил убит веднага. Впоследствие Ваврен заповядал всички пленници да бъдат убити. Властите разрушили част от крепостните стени, след което се качили на лодките си и заедно с бургундския флот продължили към Гюргево.

#### Обсада на Гюргево
След Тутракан, Влад II Дракул убеждава Ваврен да атакуват Гюргево, казвайки, че крепостта на времето е принадлежала на баща му – Мирчо Стари. Влашкия владетел твъдял, че ако османците искат да нападнат Трансилвания и Влашко, те ще го направят през Гюргево, тъй като острова е свързан с влашкия бряг посредством мост. По време на обсадата една бомбарда избухва, ранявайки няколко войници, тъй като Дракула не разрешавал да се спира стрелбата и да се охлади оръдието. След като отново запалват дървените палисади, османския гарнизон се договаря да се предаде, ако войниците бъдат пуснати да си заминат. Въпреки това, след като излизат от крпостта, 2000 влашки войници ги атакуват и избиват по заповед на Влад II Дракул, тъй като разпознал командира на османския гарнизон, който бил виновен за неговото пленяване през 1442 г.

#### Спасяването на българите при Русе
След Гюргево османският гарнизон на Русе също капитулира. След като новината за присъствието на бургундския флот и влашките сили се разпространила, големи групи от българи се разбунтуват и с цялото си имущество се насочват към Русе с намерение да потърсят закрила от Влад II Дракул. Българите са преследвани от османците, които ги обсаждат на един хълм край града. Тогава Дракул преминава Дунав с 4000 души, на помощ на българите и османците се пръскат панически. След като са спасени, българите молят влашкият владетел да им помогне да преминат Дунав и да им даде място за живеене в земите си. Тогава Влад Дракул удовлетворява на драго сърце искането на българите, като ги приема за свои хора. След като ги отвежда в Русе, Дракул иска от Ваврен и кардинал Кондолмиери да му подпомогнат да прехвърли тези български християни отвъд река Дунав, за да ги засели в страната си извън опасност. Три дни и три нощи кръстоносците и власите прехвърлят над 12 000 българи, включително мъже, жени и деца, с багажа и добитъка. Когато всички преминават реката, Дракула изразява доволството си, че е придобил толкова многоброен народ, и казва, че българският народ се състои от много храбри хора. Влад II Дракул благодари на кардинал Кондолмиери и на Ваврен за помощта, казвайки, че дори кръстоносната армия да не е извършила нищо друго при тази кампания, освен да спаси 11000 – 12 000 българи-християни и да ги изтръгнат от опасност и от ръцете на османците, това му се вижда много голямо дело.

#### Обсада на Никопол
След успеха при Русе, бургундската флота и влашките им съюзници предвождани от Мирчо II достигат Никопол на 12 септември. На 14 септември към тях се присъединява унгарската армия, командвана от Янош Хуниади. Никопол е подложен на двуседмична безуспешна обсада. Ваврен е ранен и болен и бургундците се командват от неговия заместник Реналд дьо Конфид – рицар хоспиталиер. Междувременно пристига голяма османска армия, което принуждава кръстоносците да се изтеглят. Османците преследват Хуниади по поречието на Дунава, но до генерално сражение така и не се стига. Бургундския флот стоварва десант в района на разрушената през 1396 г. крепост Оряхово и прикриват прехвърлянето на унгарските и влашките войски на брега на Влашко. Кампанията свършва на 29 септември, когато страхувайки се да не бъдат блокирани от ледовете по Дунав, кръстоносците решават да се завърнат в Константинопол.

## Последици
В отстъплението след Битката при Варна мнозина кръстоносци получават измръзвания и умират в малки последвали битки, а повечето европейски пленници са убити или продадени в робство. Унгария отново изпада в гражданска война докато Хуняди е избран за регент на малолетния Владислав Постум през юни 1446 г.
Поражението на похода при Варна води до пълно поглъщане на територията на България от Османската империя, която е подложена на мощна турска колонизация, а загиващата Византийска империя (от която е останал Константинопол и полуостров Морея) губи надежда за спасение, тъй като от всички страни, освен от морето, столицата е обкръжена от турски владения, простиращи се на стотици километри. Последният опит за спасяване на Византия е през 1448 г. на Косово поле, където Янош Хуняди търпи поражение.
През 1453 г. Мехмед II завладява Константинопол, а няколко години по-късно и Сърбия, но османското настъпление към Централна Европа е спряно от Хуняди пред Белград през 1456 г. до 1521 г., когато Османската империя нахлува в Централна Унгария.